# Andreas Ogris
Andreas Ogris (nacido el 7 de octubre de 1964 en Viena, Austria) es un exfutbolista y entrenador austríaco. Jugaba de delantero y su primer club fue el Austria Viena.

## Carrera
Comenzó su carrera en 1983 jugando para el Austria Viena. Jugó para el club hasta 1990. En ese año se fue a España para integrarse en las filas del RCD Espanyol, en donde estuvo hasta 1991. En ese año regresó a Austria para volver a vestir los colores del Austria Viena, del cual se fue en 1992. En ese año se pasó al LASK Linz. En ese año regresó otra vez al Austria Viena, el cual abandonó en el año 1997 para sumarse al Admira Wacker. Se retiró del fútbol profesional en el año 1998.

## Selección nacional
Fue internacional con la selección de fútbol de Austria durante 11 años seguidos (1986-1997).

## Clubes

### Jugador
| Club          | País    | Año       |
| ------------- | ------- | --------- |
| Austria Viena | Austria | 1983-1990 |
| RCD Espanyol  | España  | 1990-1991 |
| Austria Viena | Austria | 1991-1992 |
| LASK Linz     | Austria | 1992      |
| Austria Viena | Austria | 1992-1997 |
| Admira Wacker | Austria | 1997-1998 |

### Entrenador
| Club                | País    | Año       |
| ------------------- | ------- | --------- |
| 1. Simmeringer SC   | Austria | 2001-2002 |
| Polizei             | Austria | 2002-2004 |
| ASK Schwadorf 1936  | Austria | 2004-2005 |
| Floridsdorfer AC    | Austria | 2008-2010 |
| Austria Wien Sub-18 | Austria | 2013-2014 |
| Young Violets       | Austria | 2014-2015 |
| Austria Wien        | Austria | 2015      |
| Young Violets       | Austria | 2015-2019 |
| Austria Wien        | Austria | 2015-2016 |